# Makarios III.
Mihail Hristodoulou Mouskos - Makarios III, ciprski nadškof in politik, * 13. avgust 1913, Panayia, Pafos, † 3. avgust 1977, Nikozija.
Bil je ciprski politik, nadškof in primas, ki je služil kot prvi predsednik Cipra in v katerem se na splošno šteje za očeta naroda ali etnarha. Bil je tudi voditelj avtokefalne ciprske Cerkve (1950–1977).

## Življenjepis

### Zgodnje življenje, študij in cerkvena kariera (1913–1950)
Michael Christodoulou Mouskos se je rodil v vasi Panayia v okrožju Pafos. Njegovo izposojeno ime Makarios izhaja iz besede Macarius, ki je latinizirana oblika starega grškega imena Makários (Μακάριος), kar pomeni »srečen, srečen, blagoslovljen«. Leta 1926, star 13 let, je bil kot novinec sprejet v samostan Kykkos. Pri 20 letih so ga poslali na panciprsko gimnazijo v Nikoziji, kjer je leta 1936 končal srednješolsko izobraževanje. Težka leta druge svetovne vojne je preživel na študiju teologije in prava na univerzi v Atenah, kjer je diplomiral leta 1942. Prevzel je dolžnosti duhovnika v Ciprski pravoslavni cerkvi, medtem ko je ohranjal zanimanje za akademsko teologijo; prejel je štipendijo Ekumenskega sveta cerkva za nadaljnji študij na Bostonski univerzi v Massachusettsu.
Leta 1948, ko je še študiral v Bostonu, je bil proti svoji volji izvoljen za škofa Kitiona. Mouskos je prevzel duhovniško ime Makarios in se vrnil na Ciper. Tako kot mnoge javne osebnosti grške ciprske skupnosti na Cipru je bil v 1940-ih in 1950-ih aktiven zagovornik enosis, združitve Cipra z Grčijo.

### Enosis in EOKA (1950–1955)
18. septembra 1950 je bil Makarios, star le 37 let, izvoljen za ciprskega nadškofa. V tej vlogi ni bil le uradni vodja pravoslavne cerkve na Cipru, ampak je postal etnarh, de facto nacionalni voditelj Ciprčanov. Ta zelo vpliven položaj je Makariosa postavil v središče ciprske politike.
V 1950-ih je Makarios z navdušenjem sprejel svojo dvojno vlogo nadškofa in etnarha in postal zelo priljubljena osebnost med Grki na Cipru. Kmalu je postal vodilni zagovornik enosis (združitve Cipra z Grčijo) in v začetku vzdrževal tesne vezi z grško vlado. Avgusta 1954 je Grčija, delno na Makariosovo pobudo, začela postavljati vprašanje Cipra v Združenih narodih in se zavzemala za uporabo načela samoodločbe za Ciper. Zagovorniki enosis so menili, da bo to verjetno povzročilo prostovoljno zvezo Cipra z Grčijo po javnem referendumu.
Vendar pa britanska vlada ni bila naklonjena dekolonizaciji otoka, ki je postal njihov novi sedež za Bližnji vzhod. Leta 1955 je bila ustanovljena pro-enosis organizacija pod zastavo Ethniki Organosis Kyprion Agoniston (Nacionalna organizacija ciprskih borcev) ali EOKA. To je bilo tipično osamosvojitveno gibanje tega obdobja. Makarios je imel nedvomno skupne politične točke z EOKA in je bil seznanjen z njenim voditeljem, grško-ciprskim vojakom in politikom Georgeom Grivasom, vendar je obseg njegove vpletenosti nejasen in sporen. Kasneje v življenju je kategorično zanikal kakršno koli vpletenost v nasilen odpor, ki ga je izvajala EOKA.

### Izgnanstvo, stopnjevanje in Taksim (1955–1960)
20. avgusta 1955 je Grčija pri Združenih narodih vložila peticijo, v kateri je zahtevala uporabo načela samoodločbe za prebivalce Cipra. Po tem je kolonialna vlada Cipra uveljavila zakone proti uporu z namenom preprečevanja ali zatiranja demonstracij v korist unije z Grčijo; vendar jim je nadškof kljuboval in še naprej zahteval samoodločbo Cipra.
Oktobra 1955, ko so se varnostne razmere poslabšale, je britanski guverner sir John Harding začel pogovore o prihodnosti otoka. Do te stopnje se je Makarios že tesno poistovetil z uporniki in pogovori so se končali brez kakršnega koli dogovora v začetku leta 1956. Makariosa, ki je bil ponižan v britanskem tisku in na katerega so britanske oblasti gledale sumničavo, so med tem časom ugrabili častniki posebne podružnice, ko se je poskušal vkrcati na letalo na letališču v Nikoziji. Po skupnem policijsko-vojaškem načrtu s kodnim imenom Operacija Apollo je bil Makarios 9. marca 1956 izgnan na otok Mahe na Sejšelih kot 'gost' sira Williama Addisa, guvernerja in vrhovnega poveljnika Sejšelov. Nadškofa in njegovo osebje so z letalom prepeljali v Aden in nato v Mombaso. V kenijskem pristanišču se je skupina vkrcala na ladjo vzhodnoafriške mornarice Rosalind v spremstvu fregate HMS Loch Fada. Flotilja je v Port Victoria prispela 14. marca.
V zadnjih 1950-ih je ciprska turška skupnost začela uveljavljati idejo o Taksimu ali delitvi kot protiutež grškemu idealu enosis ali združitve. Zagovorniki Taksima so menili, da bi bila ciprska turška skupnost preganjana na grškem Cipru in da bi lahko zagotovili varnost ciprskih Turkov samo z ohranitvijo dela otoka pod britansko ali turško suverenostjo. Na ta način je ciprski spor postajal vse bolj polariziran med dvema skupnostma z nasprotujočimi si vizijami prihodnosti otoka.
Makarios je bil po enem letu izpuščen iz izgnanstva, čeprav mu je bila še vedno prepovedana vrnitev na Ciper. Namesto tega je odšel v Atene, kjer so ga navdušeno sprejeli. S sedežem v grški prestolnici je nadaljeval delo za enosis. V naslednjih dveh letih se je udeležil generalne skupščine Združenih narodov, kjer so razpravljali o ciprskem vprašanju in trdo je delal, da bi dosegel združitev z Grčijo.
Pod premierjem Konstantinosom Karamanlisom v Grčiji je bil cilj enosis postopoma opuščen v korist neodvisnosti Cipra. Pogajanja leta 1958 so ustvarila Londonski in züriški sporazum kot osnovo za dogovor o neodvisnosti, Makarios pa je bil leta 1959 povabljen v London, da natančno prilagodi načrt. Makarios sprva ni hotel sprejeti načrta. Preobrat njegovega stališča o samoodločbi ali enosis in njegovo morebitno strinjanje s podpisom pogojev za neodvisnost Cipra sta bila pripisana izsiljevanju s strani grške in britanske vlade. Sprejetje etnično razdeljenih določb v novi ustavi, pretirane pravice ciprskih Turkov kot skupnosti v besedilu ustave, pa tudi dve suvereni britanski bazi na Cipru nekateri menijo, da so podobni sprejemanju britanske prevlade nad Ciprom. Otočje Chagos, ki ga je Mavricij leta 2019 na mednarodnih sodiščih premagal proti Združenemu kraljestvu.
Članek iz leta 1965 v Western Political Quarterly je ustavo opisal kot »majočo« in tej kakovosti pripisal državljanski konflikt leta 1963. Splošno soglasje je, da je bila ustava razdiralna, rasistična, etnično strupena in je bolj ustrezala interesom Združenega kraljestva in Turčije, ne pa interesom prebivalcev Cipra, ne glede na to, iz katere od petih ustavno priznanih skupnosti so morda. Pravzaprav je ustava predvidela tudi vlogo Cerkve v izobraževalnih zadevah v obeh skupnostih. Takšne določbe so bile seveda anahronistične in se na splošno pričakuje, da bodo vodile v zavrnitev prihodnjih načrtov Združenih narodov za kakršno koli prihodnjo rešitev ciprskega vprašanja.
1. marca 1959 se je nadškof vrnil na Ciper na sprejem brez primere v Nikoziji, kjer sta ga sprejeli skoraj dve tretjini odraslega prebivalstva Grkov na Cipru. Predsedniške volitve so potekale 13. decembra 1959, na katerih je Makarios premagal svojega tekmeca, odvetnika Ioannisa Kleridesa, očeta bodočega predsednika in Makariosovega zaveznika Glafkosa Kleridesa in prejel dve tretjini glasov. Makarios naj bi postal politični voditelj celotnega Cipra in vodja ciprskih Grkov.

### Primas in predsedovanje (1960–1963)
Po izvolitvi je Makarios skupaj z novoizvoljenim podpredsednikom dr. Fazılom Küçükom nadaljeval s pripravo načrtov za prihodnost Cipra. Doslej je Makarios sprejel, da enosis ne bo in da je edini rezultat, ki lahko zagotovi harmonijo na Cipru, močna neodvisnost. Ko je Makarios prevzel funkcijo 16. avgusta 1960, na dan, ko so v Nikoziji spustili zastavo Unije, se je premaknil proti zmerniu sredini ciprske politike in zdaj sledil politiki neuvrščenosti, gojil dobre odnose s Turčijo in Grčijo ter postal visoko profilirani član Gibanja neuvrščenih (NAM).
Marca 1961 je bil Ciper sprejet kot država članica Commonwealtha narodov in Makarios je zastopal otok na konferenci predsednikov vlad Commonwealtha leta 1961. Udeležil se je beograjske konference NAM septembra 1961 in s svojo mlačno politiko do Zahoda vznemirjal vlade v Londonu in Washingtonu. Na to so v ZDA gledali kot na nagnjenost h komunizmu; Makarios je bil zdaj v ameriškem tisku ponižan kot »Castro Sredozemlja«, čeprav je bil v britanskem tisku že rehabilitiran in zaradi svojega uradniškega oblačila dobil vzdevek Črni Mak.
Toda zamisel o neodvisni poti Cipra v domači javnosti ni zaživela. Med turškimi in grškimi ciprskimi Ciprčani je bilo vedno več nesoglasij glede delovanja ustave in Makarios je bil prisiljen ukrepati, da bi rešil državno mašinerijo pred neizbežnim propadom. Novembra 1963 je Makarios predlagal trinajst amandmajev k ustavi, ki bi številne javne funkcije osvobodili etničnih omejitev, dogovorjenih v Londonu in Zürichu. Trdil je, da bi to vladi omogočilo učinkovitejše delovanje in združilo skupnosti z razpustitvijo togih med etničnih pravnih meja. Vendar pa so številni ciprski Turki spremembe razumeli kot ogrožajoče ustavne zaščite pred nadvlado večinskih ciprskih Grkov.
Kot odgovor na Makariosove predloge je večina ciprskih Turkov na javnih mestih, vključno s podpredsednikom Küçükom, odstopila; veliko število ciprskih Turkov se je iz narodnostno mešanih območij preselilo v vasi in mesta, kjer je bilo prebivalstvo že večinoma turško ciprsko. Še vedno poteka spor o motivih za to, nekateri [kdo?] trdijo, da je bilo to potrebno zaradi ustrahovanja ciprskih Turkov s strani ciprskih Grkov; drugi [kdo?] namigujejo, da je turška skupnost sabotirala ciprsko poravnavo in se že pripravljala na razdelitev Turčije [potreben citat]. Do konca leta 1963 je ponovno izbruhnilo nasilje med skupnostmi.

### Makarios in ciprski problem (1964–1977)
Politično okolje na Cipru je ostalo nerešljivo. Mirovne operacije ZN (UNFICYP) so se začele leta 1964 in so pomagale umiriti, ne pa rešiti razmer. Makarios je nadaljeval s svojo visoko odmevno nevtralnostjo, vendar na koncu ni uspel niti prepričati ciprskih Turkov, da so varni na neodvisnem Cipru, niti prepričati ciprskih Grkov, da je neodvisnost zadovoljiva alternativa asimilaciji v Veliki Grčiji.
Predsednik Makarios, ki je od svojega volilnega okrožja zahteval nov mandat, je januarja 1968 napovedal, da bodo volitve februarja. Makarios je prejel 220.911 glasov (okoli 96 odstotkov), njegov protikandidat Takis Evdokas, ki je kandidiral za združitev z Grčijo, pa 8577 glasov. Čeprav je bilo 16.215 vzdržanih glasov, je Makariosova prepričljiva zmaga veljala za veliko podporo njegovemu osebnemu vodstvu in neodvisnemu Cipru. Predsednik je ob prevzemu mandata izjavil, da ciprskega problema ni mogoče rešiti s silo, ampak ga je treba rešiti v okviru ZN. Dejal je tudi, da si on in njegovi privrženci želijo živeti mirno v enotni državi, kjer bodo vsi državljani uživali enake pravice. Nekateri Ciprčani so nasprotovali Makariosovemu spravnemu stališču (leta 1970 je prišlo do neuspešnega poskusa atentata nanj).
Leta 1967 je oblast v Atenah prevzela vojaška hunta in odnosi med režimom in Makariosom so bili napeti. Makarios je menil, da je režim spodkopal njegovo avtoriteto s podpiranjem paravojaških organizacij, zavezanih enozi.
Poleti 1971 se je napetost med obema ciprskima skupnostma povečala in incidentov je bilo vse več. Nekje pozno poleti ali zgodaj jeseni se je Grivas (ki je v atenskem časopisu napadel Makariosa kot izdajalca) na skrivaj vrnil na otok in začel obnavljati svojo gverilsko organizacijo, ki je postala znana kot Nacionalna organizacija ciprskih borcev (Ethniki Organosis Kyprion Agoniston B, alias EOKA B). Ustanovljeni so bili tudi trije novi časopisi, ki so zagovarjali enosis; vse te dejavnosti je financirala vojaška hunta v Grčiji.
Hunta bi se verjetno strinjala z neko obliko delitve, podobno Achesonovemu načrtu, da bi rešila ciprsko vprašanje, vendar se je soočila s zavrnitvijo Makariosa. Strmoglavljenje Makariosa je postalo glavni cilj in hunta je pri tem podprla Grivasa. Grivas je iz skrivališča usmerjal teroristične napade in propagandne napade, ki so pretresli Makariosovo vlado, vendar je predsednik ostal močan in priljubljen voditelj.
Odnosi med Nikozijo in Atenami so bili tako slabi, da so polkovniki grške hunte, ki so spoznali, da imajo Makariosa v nevarnem položaju, mu postavili ultimat. Zahtevali so, da svojo vlado očisti ministrov, ki so bili kritični do hunte. Množične demonstracije so dokazale, da ima Makarios ljudi za seboj. Na koncu pa je Makarios popustil grškemu pritisku in preoblikoval kabinet.
Drugi element, ki je deloval proti Makariosu, je bilo dejstvo, da je bila večina častnikov ciprske nacionalne garde grških rednih pripadnikov, ki so podpirali hunto, in sprejeli so njeno željo, da ga odstranijo s položaja in dosežejo določeno stopnjo enosis. Tudi veteran Grivas je še naprej ogrožal nadškofa. Ostal je močan in do neke mere neodvisen od hunte, ki mu je dovolila vrnitev na Ciper. Medtem ko so bili grški polkovniki včasih pripravljeni skleniti dogovor s Turčijo glede Cipra, je Grivas ostro nasprotoval kakršni koli ureditvi, ki ne bi vodila do popolne enosis.
Spomladi 1972 se je Makarios soočil z napadom iz druge četrti. Trije škofje ciprske Cerkve so od njega zahtevali odstop s položaja predsednika, češ da njegove svetne dolžnosti kršijo kanonsko pravo. Makarios je tri škofe zavrnil in jih poleti 1973 dal razrešiti. Preden je izbral njihove zamenjave, je povečal število škofov na pet in s tem zmanjšal moč posameznih škofov.
Sčasoma Grivasovo prizadevanje za enosis z gverilsko taktiko z uporabo paravojaške organizacije EOKA-B ni uspelo prisiliti Makariosa, da bi sledil politiki samoodločbe-unije z Grčijo, in je privedlo do obdobja oborožene državljanske vojne na Cipru med Grško-ciprsko skupnostjo. Do konca leta 1973 so Makariosove sile zmagale v državljanskem boju in Grivas je bil v obupnem položaju. Novembra 1973 je Dimitrios Ioannidis, strmoglavi nacionalistični brigadir, strmoglavil Georgiosa Papadopoulosa (grškega predsednika od leta 1967) in ustanovil drugo hunto, sam pa je bil »nevidni diktator«. Grivas je poskušal vzpostaviti stik z novim režimom v Grčiji konec leta 1973; vendar Ioannidis ni želel takoj navesti, kakšni so bili njegovi nameni na Cipru. 27. januarja 1974 je Grivas umrl zaradi srčnega infarkta, negotov pa do konca Ioannidisovih načrtov.
Medtem je Makarios izkoristil Grivasovo smrt tako, da je podelil amnestijo privržencem mrtvega voditelja. Upal je in verjel je, da bo z odhodom Grivasa EOKA-B izginila kot gverilska sila in jo bo mogoče politično ukrotiti. Številni člani EOKA-B so dejansko sprejeli pogoje amnestije, vendar je to samo povečalo vpliv trdih linij v preostalem delu gibanja. Ioannidis je končno razkril svoje cilje: organizaciji je vsilil tajni memorandum, s katerim bi se EOKA-B zavezala, da bo odstavila Makariosa.

### Odstranitev in vrnitev
3. maja 1974 je Makarios poslal grški vladi pismo, v katerem je identificiral nekatere grške vojaške častnike, nameščene na Cipru, kot spodkopovalce ciprske vlade. Grški režim je odgovoril, da bo omenjene častnike umaknil. V drugi polovici junija 1974 se je Makarios odločil prevzeti pobudo in neposredno izzvati Atene. Verjel je, da bi lahko odstranil nadzor hunte nad Ciprom tako, da bi ciprsko nacionalno gardo prisilil, da mu ostane zvesta. 2. julija 1974 je atenskim polkovnikom napisal pismo, v katerem je zahteval, da vsi grški častniki zapustijo otok v 19 dneh. Grški zunanji minister Spyridon Tetenes je kot kompromis predlagal, naj Makarios osebno izbere nadomestne častnike s seznama grških častnikov; toda Makarios tega ni hotel sprejeti. 11. julija je Glafkos Klerides (v tej fazi predsednik ciprskega parlamenta) obiskal Makariosa v neuspešnem poskusu spodbujanja rešitve.
Štiri dni pozneje je Ioannidis presenetil Makariosa z organizacijo državnega udara v Nikoziji ob 8.15 zjutraj, ko Makariosove sile niso bile pripravljene. Makarios je pobegnil v Pafos, rešil pa ga je britanski helikopter. S Cipra je pobegnil, ko so progrške sile prevzele nadzor nad celim otokom; sprva so bila lažna poročila, da je bil umorjen (prim. The Sydney Morning Herald, 16. julij 1974, str. 1). Nikos Sampson, urednik časopisa iz Nikozije in poslanec z dolgoletno zavezanostjo enosis, je bil postavljen za predsednika namesto Makariosa.
V govoru v Varnostnem svetu ZN 19. julija je Makarios državni udar obsodil kot »invazijo«, ki jo je zasnovala grška vojaška hunta in ki je »kršila notranji mir Cipra«. Pet ur po Makariosovem nagovoru Varnostnemu svetu se je začela turška invazija na Ciper, ki je presenetila Ioannidisa. V skladu s pogoji Garancijske pogodbe so bile Velika Britanija, Grčija in Turčija upravičene do sodelovanja, da bi posredovale z namenom ponovne vzpostavitve ustave otoka.
V tem času je grška hunta implodirala in britanska vlada (od februarja 1974 jo vodi Harold Wilson) se je soočala z ustavno negotovostjo visečega parlamenta; poleg tega je po besedah grškega diplomata Angeja Vlachosa Makarios v Londonu lobiral za to, da britanska vojska ne posreduje kot garantna sila. Vlachosovo pričevanje ni podprto z zaupnim zapisnikom srečanja Makariosa in premierja Wilsona 17. julija 1974. Glede na zapisnik je Makarios pozval Wilsona, naj turškemu premierju Bülentu Ecevitu sporoči, »kateri praktični ukrepi so lahko je v nasprotju s turškimi interesi, da Ciper postane del Grčije«.
Turčija je vdrla na Ciper 20. julija, pet dni po državnem udaru. Leta 2022 je Severni Ciper še vedno okupiran s strani turške vojske, kljub obnovitvi ustave in predsedstva. Turkom in ciprskim Turkom je invazija še vedno znana kot »mirovna operacija«, namenjena zaščiti skupnosti ciprskih Turkov. Čeprav je glede na primer Ciper proti Turčiji na Evropskem sodišču za človekove pravice »mirovna operacija« pomenila oborožen spopad (saj se sodobno mednarodno pravo vzdrži uporabe besede vojna) med grško-ciprskim prebivalstvom otoka in Turčijo.
Sampsonovo predsedovanje je bilo kratkotrajno, saj je Ioannidisov režim v Atenah padel le nekaj dni po turški invaziji. Takrat je bilo ugotovljeno, da je Turčija grozila z invazijo na Grčijo in da so se morali polkovniki nenadoma osredotočiti na poskuse obrambe države, namesto da bi ostali na oblasti. Neuspeh režima, da bi predvidel, kaj šele preprečil, turško posredovanje, je uničil njegovo moč doma. Brez podpore je Sampson 23. julija odstopil in predsedovanje je prešlo na Glafkosa Kleridesa. Makarios je ostal v Londonu pet mesecev; potem, ko mu je uspelo zagotoviti mednarodno priznanje, da je njegova uprava prava vlada celotnega otoka, se je vrnil na Ciper in se osredotočil izključno na ponovno vzpostavitev ciprske ozemeljske celovitosti. Ni bil uspešen in Turčija je od takrat ostala okupacijska sila z nerešenim političnim, vojaškim in diplomatskim statusom otoka.

## Smrt
Makarios III. je umrl zaradi srčnega infarkta 3. avgusta 1977. V začetku tega leta je imel težave s srcem. Na to je nedvomno vplivalo dolgoletno močno kajenje. Da bi potrdili vzrok smrti, so Makariosovo srce med obdukcijo odstranili in je bilo od takrat shranjeno v njegovi nekdanji spalnici v nadškofovski palači. Pokopan je v grobnici na gori Throni, mestu, ki ga je osebno izbral. Grobnica je v bližini samostana Kykkos, kjer je bil novinec v 1920-ih in 1930-ih.
Njegovega pogreba v stolnici sv. Janeza zunaj nadškofije v Nikoziji se je udeležilo 182 dostojanstvenikov iz 52 držav, medtem ko je po ocenah 250.000 žalujočih – približno polovica ciprskega grškega prebivalstva otoka – šlo mimo njegove krste.
V spomin na njegovo življenje so pred nadškofovsko palačo v Nikoziji postavili mogočni bronasti kip; leta 2008 je bil kip prestavljen v samostan Kykkos in nadomeščen z marmornim kipom Makariosa v naravni velikosti.

## Nazivi in odlikovanja

### Naslovi
- 1913–1942: g. Michael Christodoulou Mouskos
- 1942–1948: častiti pater Michael Christodoulou Mouskos
- 1948–1950: Prečastiti Michael Christodoulou Mouskos, škof Kitiona
- 1950–1960: Njegova blaženost Makarios III., nadškof Nove Justiniane in vsega Cipra
- 1960–1977: Njegova blaženost Makarios III., nadškof Nove Justiniane in vsega Cipra, predsednik Republike Ciper

### Redovi in odlikovanja
- Veliki kordon reda Nila[17]
- Posebni razred velikega križa reda za zasluge Zvezne republike Nemčije
- Veliki mojster reda pravoslavnih hospitalcev